# ميلك شيك البارود
ميلك شيك البارود (بالإنجليزية: Gunpowder Milkshake)‏ هو فيلم أكشن إثارة من إخراج نافوت بابوشادو وبطولة كارين جيلان، لينا هيدي، كارلا جوجينو، ميشيل يوه، أنجيلا باسيت وبول جياماتي، صدر الفيلم في الولايات المتحدة في 14 يوليو 2021.